# Ren je Rot

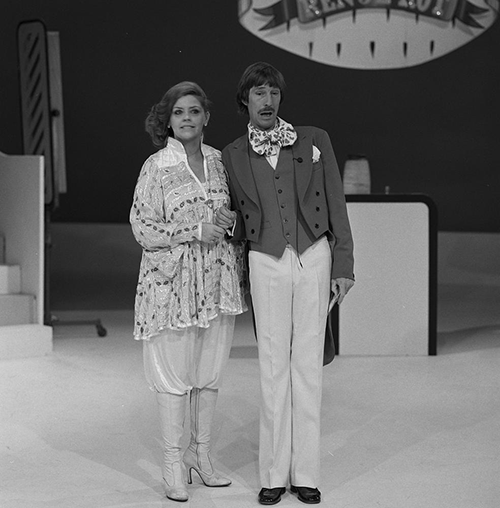
Presentator Martin Brozius in 1981

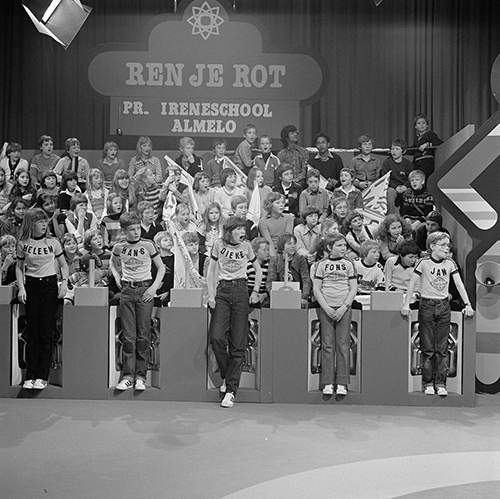
De kandidaten staan klaar

Ren je Rot  was de Nederlandse versie van de Amerikaanse televisiequizshow Runaround waarin kinderen van verschillende scholen met elkaar de competitie aangingen. Het werd van 5 oktober 1973 tot 1 juni 1983 uitgezonden door de TROS en gepresenteerd door Martin Brozius.

## Geschiedenis
Runaround werd tussen 9 september 1972 en 1 september 1973 uitgezonden door NBC op de zaterdagochtend. Daarna werd het in aangepaste vorm aan Nederland verkocht.
Martin Brozius, die de naam Ren je Rot verzon, stelde meerkeuzevragen, riep "Rren jjje rrrot" en de deelnemende kinderen renden naar het vak van hun keuze. Was het antwoord goed dan pakten ze een bal, gooiden die in een cilinder en de groep met de meeste ballen won.
De puntentelling werd bijgehouden door  Lars Boom en de Hilversum 3 Deejays Tom Mulder en Krijn Torringa.
Er waren ook andere vaste gasten, zoals de goochelaar Hans Kazàn, ruimtevaartdeskundige Piet Smolders, kunstkenner Pierre Janssen en Hanneke Louwman van Dierenpark Wassenaar, die elke keer een dier meenam naar de studio.
Het programma werd geregisseerd door Matthieu Rogmans, Paul Boots en Ger Roos.
Eind jaren 70 werd de herkenningstune in een nieuw jasje gestoken en kreeg Martin Brozius het rode pak met de grote-witte-strik-met-rode-stippen dat uiteindelijk z'n handelsmerk zou worden.
De honderdste uitzending was in 1981 en werd opgeluisterd met gastoptredens van andere kinderhelden; Ome Willem, Bassie en Adriaan en Stuif es in-presentatrice Ria Bremer.

### Latere carrières
- Ren je Rot was in Nederland een veel groter succes dan in Amerika, maar na 123 afleveringen vond de TROS dat het tijd werd voor nieuwe programma's. Martin Brozius bleef echter met Ren je Rot optreden tijdens evenementen, maar problemen met de Belastingdienst en zijn gezondheid maakten daar eind jaren 80/begin jaren 90 (tijdelijk) een einde aan.
- Ondertussen kreeg Hans Kazan bij de TROS z'n eigen Blufshow om in 1990 door RTL 4 te worden binnengehaald als presentator van het eveneens op Amerikaanse leest geschoeide Prijzenslag.

### Kies je Ster
- In maart 2009 werd Ren je Rot nieuw leven ingeblazen onder de titel Kies je Ster; het werd gepresenteerd door de meidengroep Djumbo en uitgezonden door zowel de TROS als Sterren.nl, vandaar dat er Nederlandse artiesten in het programma optreden die populair zijn bij de jeugd. Voor Martin Brozius kwam deze wederopstanding te laat, want op 24 maart 2009 overleed hij aan de gevolgen van suikerziekte. Ook had hij een aantal hartinfarcten achter de rug. Kies je Ster liep twee seizoenen.

## Buitenlandse versies

### Runaround(Engeland)
Tussen 1975 en 1981 liep Runaround op de Britse zender ITV; met uitzondering van het seizoen 1977-1978 werden alle afleveringen gepresenteerd door komiek Mike Reid. Ook in Engeland werd het programma een succes, maar desondanks besloot men om de banden te wissen vanwege een vermeend gebrek aan sentimentele waarde. Officieel zijn er vier afleveringen bewaard gebleven (waaronder twee kerstuitzendingen), maar onder de verstokte fans circuleren er ook andere opnamen.
In 1985-'86 keerde het programma even terug als Poparound, waarin de bekende diskjockey Gary Crowley vragen stelde over popmuziek. Poparound is feitelijk de Engelse versie van Kies je Ster.
Mike Reid verwierf later bekendheid als de charmeur/oplichter Frank Butcher uit de soapserie EastEnders; net als Hans Kazan verhuisde hij naar Spanje. Frank overleed daar in 2007 op 67-jarige leeftijd.

### 1,2 of 3(Duitsland)
Op 10 december 1977 ging de Duitse versie van start. 1,2 of 3 (Eins, Zwei oder Drei) werd de eerste acht jaar door Michael Schanze gepresenteerd en bleek over een langere adem te beschikken dan Ren je Rot. In 2002 werd het 25-jarig jubileum gevierd met een 25 uur durende marathonuitzending. In 2010 werd de vijfde presentator (Elton) aangesteld en een jaar later kreeg het programma een nieuw decor. In 2012 en 2017 waren er wederom jubileumuitzendingen.

## Trivia
- In het programma I Love 1978 vertelde muziekjournaliste Bambi Bogert dat ze ooit heeft meegedaan aan Ren je Rot en verklikte ze Martins dochter Anouska die de vragen had gestolen. Martin reageerde daarop door te zeggen: "Dan krijgt ze alsnog voor d'r broek".[1]
- De formule van Ren je Rot, waarbij mensen naar het vak met het juiste antwoord op een vraag moeten rennen, wordt nog altijd toegepast als apart onderdeel in andere spelprogramma's en was ook populair tijdens grootschalige feesten.